# 直心影流薙刀術
直心影流薙刀術（じきしんかげりゅうなぎなたじゅつ）は、薙刀術を表芸とする古武道の流派。同流派の全国組織は秀徳会（しゅうとくかい）で、会員数は約600名。日本の古武道を統括する団体である日本古武道協会並びに日本古武道振興会に加盟している。略称は直心（じきしん）。別名「神影流薙刀」。
中世末期に創始された鹿島神伝 神影流（かしましんでん しんかげりゅう、関東の鹿島の太刀と、関西の鞍馬流の長所を合わせた新剣法）を基に、臑斬りが特徴的な柳剛流の要素を加味して整理されたものが現在の姿である。

## 系譜
松本備前守政元に始まる鹿島神傳直心影流と同一の系譜であり、細部の点で異同があるものの、基本的には同じ直心影流兵法の流れを辿っている。ただし、現在の直心影流薙刀術と鹿島神傳直心影流とでは、外形的には技術的差異がある。現在は、薙刀術ならびに短刀術を表芸とする秀徳会と、剣術を表芸とする鹿島神傳直心影流とで別団体となっている。松本備前守を初代とするものは他にも鹿島神流などがあり、やはり途中までは同様の系譜を辿る。

### 比較
団体の違いによる直心影流の系譜を比較したものである。
|                       | 秀徳会                               | 鹿島神傳直心影流                     |
| --------------------- | ------------------------------------ | ------------------------------------ |
| 初代 創始             | 松本備前守紀政元（元祖）             | 松本備前守紀政元（流祖）※杦本とも    |
| 二代 新陰流と改称     | 上泉伊勢守藤原秀綱                   | 上泉伊勢守秀綱                       |
| 三代 神影流と改称     | 奥山孫次郎平公重                     | 奥山休賀斎平公重                     |
| 四代 真新陰流と改称   | 小笠原金左衛門源長治                 | 小笠原源信斎源長治                   |
| 五代 新陰直心流と改称 | 神谷文左衛門尉直光                   | 神谷傳心斎平眞光                     |
| 六代 直心正統流と改称 | 高橋弾正左衛門源重治                 | 高橋直翁斎源重治                     |
| 七代 直心影流と改称   | 山田平左衛門藤原光徳（流祖）         | 山田一風斎藤原光徳                   |
| 八代 直心影流         | 長沼四郎左衛門藤原国卿               | 長沼四郎左衛門国郷                   |
| 九代 直心影流         | 長沼正兵衛藤原綱卿                   | 長沼活然斎藤原綱郷                   |
| 十代 直心影流         | 藤川弥司郎右衛門尉藤原近義           | 藤川弥司郎右衛門近義                 |
| 十一代 直心影流       | 赤石郡司兵衛尉藤原孚祐               | 赤石郡司兵衛孚祐                     |
| 十二代 直心影流       | 団野源之進藤原義高                   | 団野眞帆斎源義高                     |
| 十三代 直心影流       | 男谷下総守精一郎信友                 | 男谷精一郎信友静斎                   |
| 十四代 直心影流       | 佐竹鑑柳斎源義文・佐竹茂雄（女）夫妻 | 榊原鍵吉源友善                       |
| 十五代 直心影流       | 園部秀雄（女）                       | 山田次朗吉一徳斎                     |
| 十六代 直心影流       | 園部繁八・園部朝野 夫妻              | （十五代を最後に、以後宗家制度廃止） |
| 十七代 直心影流       | 戸谷明子                             |                                      |
| 十八代 直心影流       | 園部正美                             |                                      |
| 十九代 直心影流       | 荻原晴子                             |                                      |

### 併伝武術
直心影流第十五代宗家園部秀雄の夫である園部正利の流儀が直猶心流であったことから、以降代々、直猶心流のうち鎖鎌術のみが併伝されることとなった。直猶心流鎖鎌術の修得は、直心影流短刀術の技法を十分に会得した者でなければならないため、直心影流虎の巻以上の允許を得た一部の上層指導者のみが修得している。
なお、直猶心流剣術については、秀徳会とは別の団体が「直猶心流剣道形」などとしてその貴重な技法を保存・継承している。

## 特長
薙刀術では、攻守を兼ね備えた隙のない奥義 小脇の構え（こわきのかまえ）と、水車（みずぐるま）や風車（かざぐるま）という車返しの技法が特長的である。自然現象に見られる流れるような動きや力の使い方は、華麗にして豪快であり、見る者を魅了する力がある。
直心影流は、天道流とともに、現代武道である全日本なぎなた連盟の「新しいなぎなた」の成立にも深く関わっている。なぎなたの技の中でも、とりわけ華麗にして雄大な「振り返し」の操法は、まさに直心影流の風車（かざぐるま）そのものである。
技は薙刀に固執することなく、ときには拳で当身を入れたり、逆に刀を奪取して斬り付けたり、薙刀を払い落とされた場合にとっさに短刀術に切り替えるなど臨機応変に繰り出される。

### 用具・着装・所作
直心影流は所謂「女薙刀」で、巴形薙刀の形状の小ぶりな刃を付けた小薙刀（神影流薙刀）を使用する。全日本なぎなた用の用具や、同じ二大流派の天道流のそれよりも柄が短い。天真正伝香取神道流などの大きな薙刀に比べると遥かに軽量である。鍔がない。中段に構えたとき、手元は石突側を余さず端を握り、肘は伸ばさずに軽く曲げる。
剣術の刀（とう）は直刀で反りがほとんどなく、鍔を付けない。当流剣術の「上段の構え」は、剣道でいう「諸手左上段の構え」に相当する構え方である。
短刀術は、合気道などで用いる普及型の短刀よりも形状が長い。仕太刀すなわち薙刀を持つ側は常に短刀を帯刀しておくことが基本である。
袴は結び切りで着用する。十文字に着付ける天道流とは袴の着付け方で見分けがつく。また天道流のように上衣の袖を絞らず、打太刀が籠手を装着することもない。折敷をする際、天道流では左膝を着き、直心では右膝を着く。

## 全国的普及

直心影流は全国の学校現場で多くの国民に学ばれた

明治時代に全国の並み居る剣豪の猛者たちを相手に、試合で連戦連勝して悉く総なめにした直心影流第十五代宗家園部秀雄の勇名は全国にとどろかせ、近代薙刀術史上最高の名人として評価が高い同人の直心影流は、学校教育の現場にも取り入れられ、全国的普及をみた。直心影流は数多くの薙刀教員を教壇に送り出し、国民の薙刀教育に大きく貢献した。直心影流第十六代宗家園部繁八は、学校教育用での薙刀術をまとめ上げた『国民学校 薙刀精義』を著している。